# Pfarrkirche St. Gandolf
Koordinaten: 46° 42′ 31,6″ N, 14° 12′ 5″ O

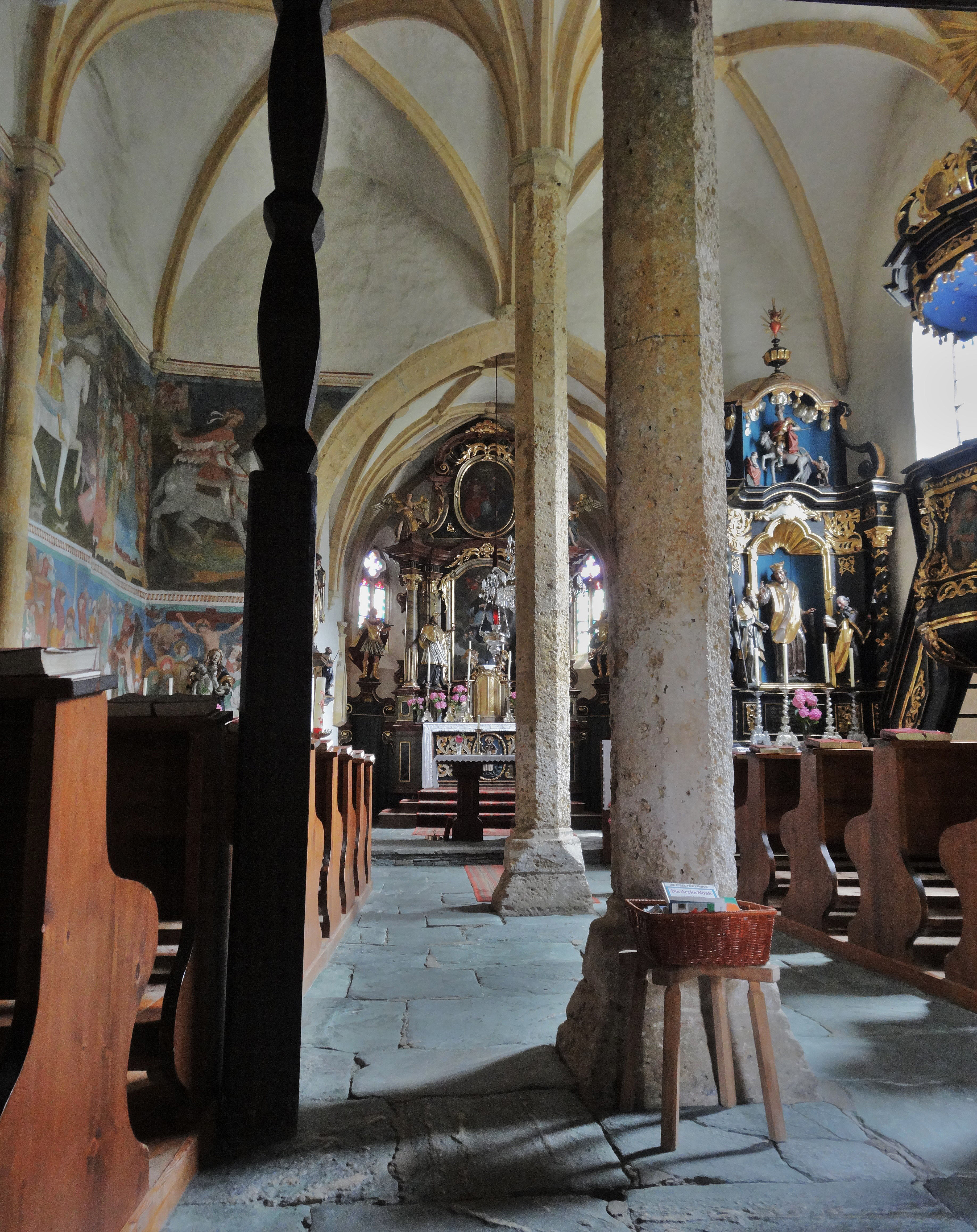
Innenansicht

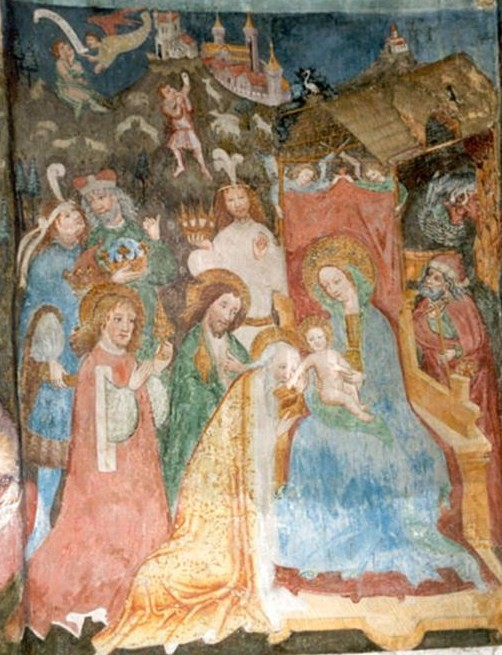
Fresko:Anbetung der Könige

Die Pfarrkirche St. Gandolf ist eine römisch-katholische Kirche in der Ortschaft St. Gandolf  der Gemeinde Glanegg in Kärnten. Sie steht weithin sichtbar auf einem Hügel. Zwischen 1060 und 1076 wurde eine Kirche durch ein Tauschgeschäft mit dem Bistum Salzburg von den Eppensteinern erworben und 1136 erstmals urkundlich erwähnt. Die vollen Pfarrrechte erhielt St. Gandolf zwischen 1285 und 1293. Heute gehört sie zum Dekanat Feldkirchen in der Diözese Gurk.

## Baubeschreibung
Das heutige von einer Friedhofsmauer umgebene Gotteshaus im gotischen Stil ist ein Bau des 14. Jahrhunderts, der im zweiten Viertel des 15. Jahrhunderts verändert wurde. Nördlich des stark eingezogenen polygonalen Chores aus dem 14. Jahrhundert ist die Sakristei angebaut. Die Dächer der Kirche wurden 1995 mit Lärchenschindeln gedeckt. Der weit vorspringende Turm mit spitzbogigen Schallöffnungen und Spitzgiebelhelm steht an der südlichen Hälfte der Westfassade. Nördlich davon befindet sich eine offene Vorlaube mit angehobenen Bodenniveau. Neben dem Eingang ist eine Skulptur Christi in der Trauer aus der Mitte des 18. Jahrhunderts aufgestellt. Das profilierte schmale Westportal ist wohl in den Bogen des 14. Jahrhunderts eingepasst.
Im Inneren teilen zwei polygonale Stützen mit Basen und Kapitellen das Langhaus in zwei Schiffe und drei Joche. Das Kreuzrippengewölbe des 15. Jahrhunderts endet in Wanddiensten und über dem spitzbogigen abgefasten Triumphbogen in einer Konsole. Die Lage der Flachdecke des 14. Jahrhunderts ist im östlichen Teil der Nord- und Südwand an den vorspringenden Kanten erkennbar. Die hölzerne Westempore ist nur über den Turm zugänglich. Das Netzrippengewölbe im zweijochigen Chor mit Fünfachtelschluss ruht in den beiden Jochen auf Konsolen und im Chorschluss auf Runddiensten mit Basen und Kapitellen. An der Chornordseite führt ein rundbogig abgefastes Portal mit eisenbeschlagener Tür in die tonnengewölbte Sakristei. Die Sakramentsnische aus dem zweiten Viertel des 15. Jahrhunderts ist am profilierten Kielbogen mit Krabben verziert. Von den drei zweibahnigen Maßwerkfenstern im Chorschluss ist das mittlere vermauert, und die anderen erfuhren in späterer Zeit Veränderungen.

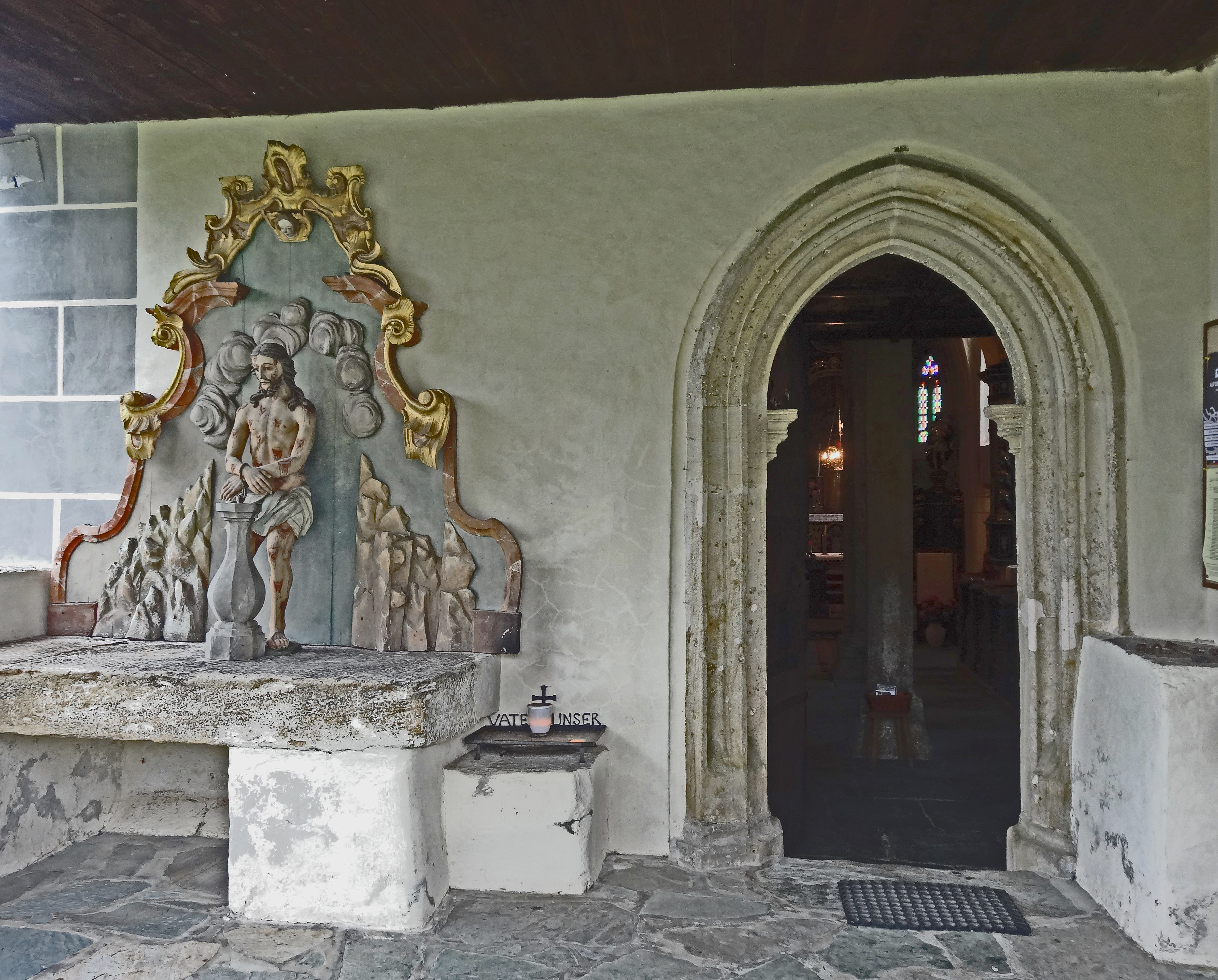
Figur des Schmerzensmannes neben dem Portal
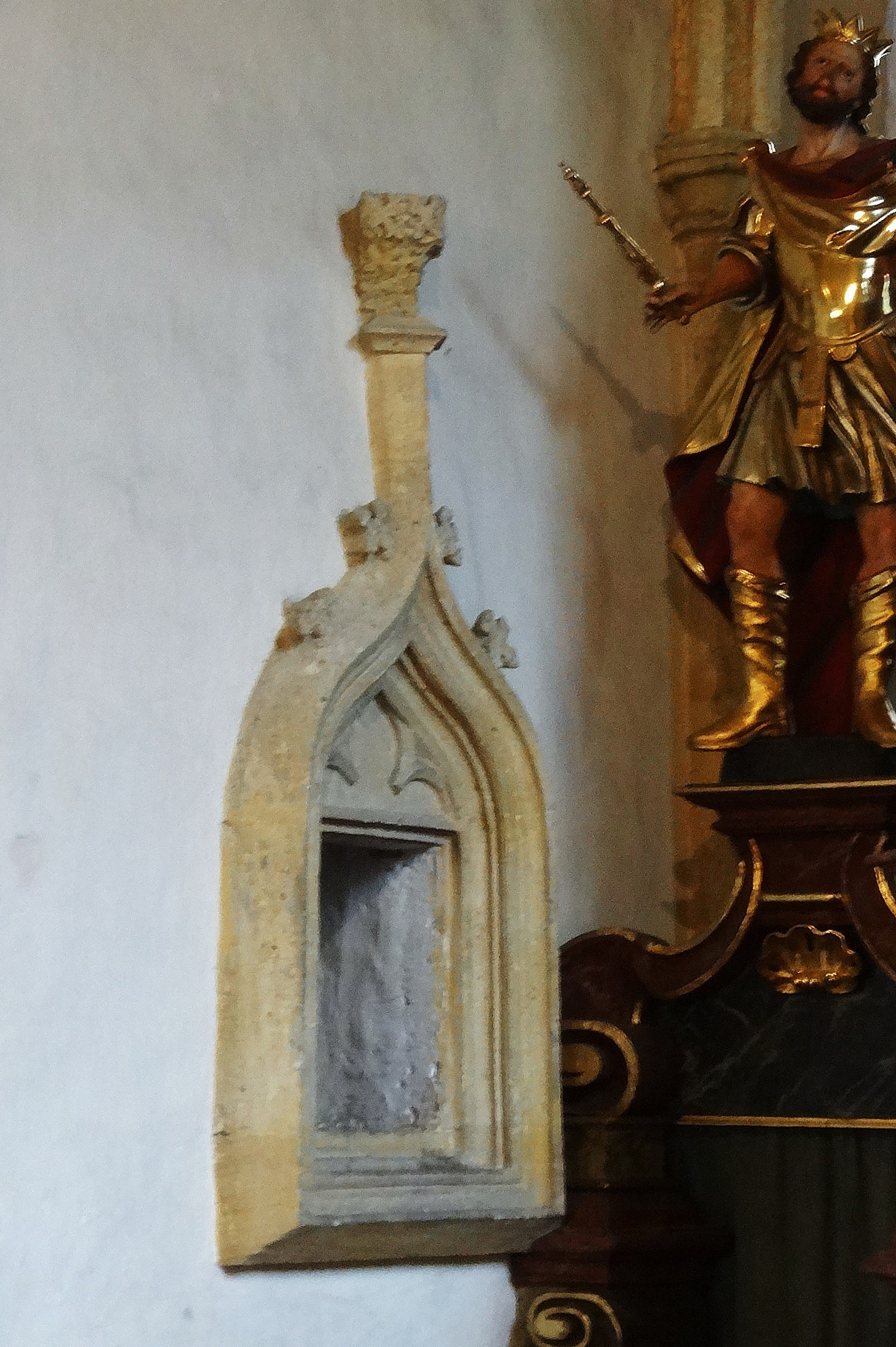
Gotische Sakramentsnische

## Wandmalereien

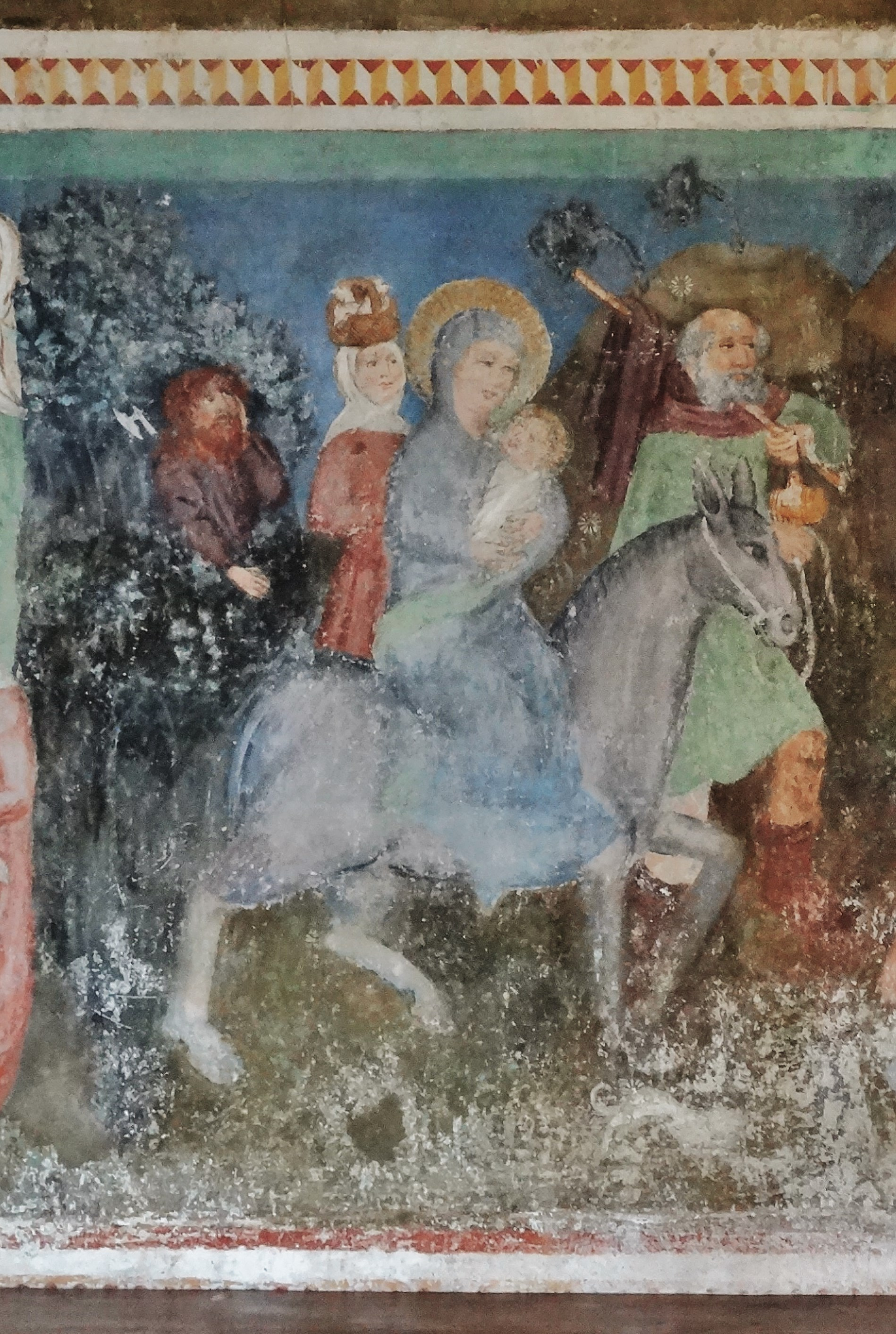
Teilansicht der Fresken mit Flucht der hl. Familie

Die 1937/1939 wieder freigelegten Fresken an der Nordseite des Langhauses und an Teilen des Triumphbogens malte um 1400 die Villacher Werkstatt des Meisters Friedrich mit Beteiligung seines Sohnes Johannes von Laibach. In der oberen Reihe sind der Zug und die Anbetung der heiligen Drei Könige sowie der Drachenkampf des heiligen Georg dargestellt. Unten sind der Bethlehemitische Kindermord, die Flucht nach Ägypten, die Geburt Christi, Christus vor Pilatus, die Geißelung und die vielfigurige Kreuzigung Jesu. Die Szenen wurden durch einen späteren Altareinbau teilweise fragmentiert. Die Wandmalereien mit sechs Apostelfiguren an der Südwand des Chores entstanden um 1430. Das Fresko an der rechten Triumphbogenwand entstand 1499 und wurde 1999 aufgedeckt. Dargestellt ist eine Madonna mit Strahlenglorie, flankiert von den Heiligen Andreas und Katharina. Zu Füßen der Madonna kniet eine Stifterfigur.

## Einrichtung

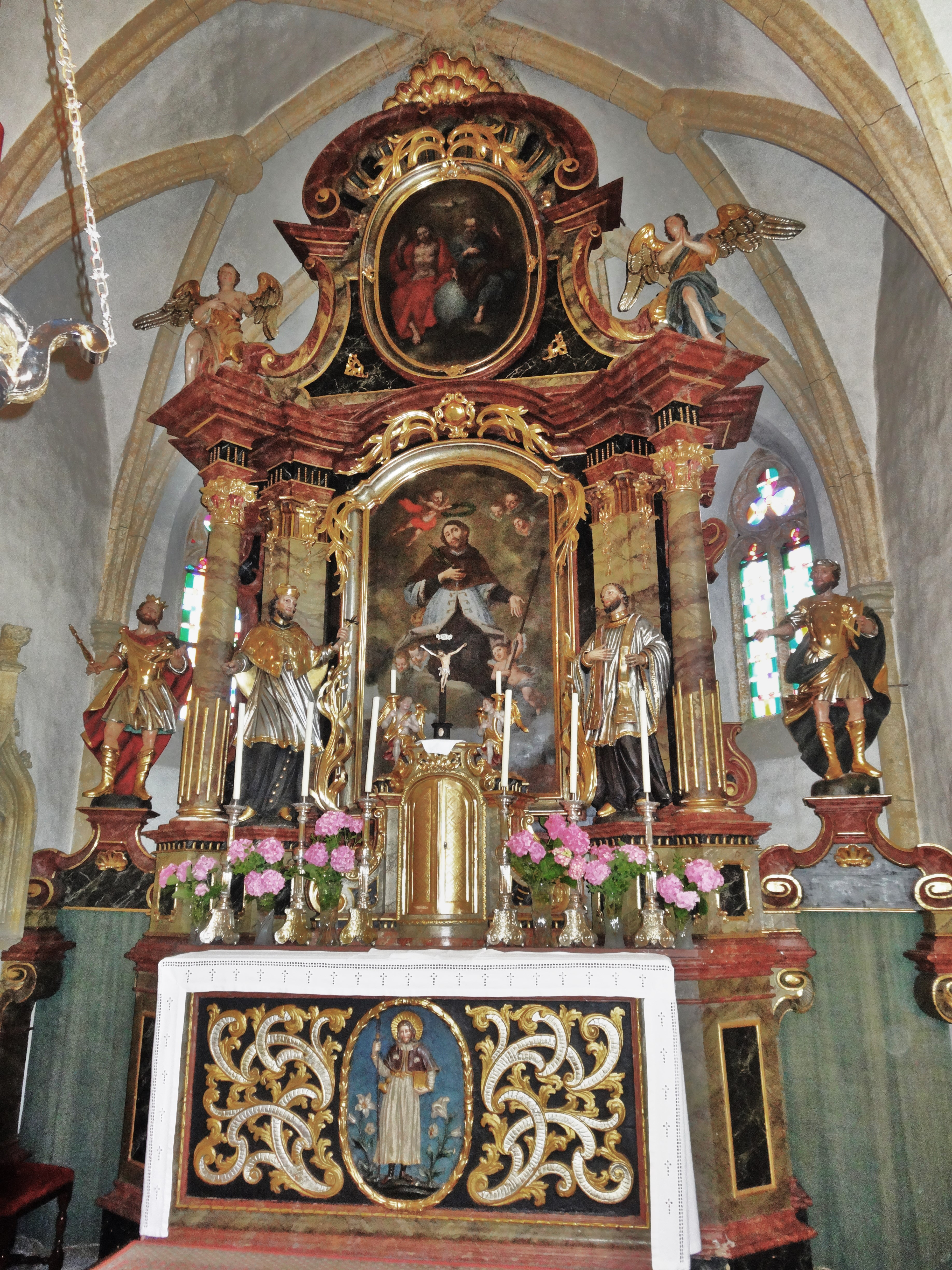
Der Hochaltar

Der Hochaltar, ein Ädikula-Altar aus dem Rokoko, wurde 1767 gefasst und füllt den Chor in Höhe und Breite aus. Das Mittelbild zeigt den heiligen Gandolf, seitlich stehen die Statuen der Heiligen Johannes Nepomuk und wohl Franz von Sales sowie über den Opfergangsportalen die Heiligen Oswald und Donatus. Im Aufsatzbild ist die Heilige Dreifaltigkeit dargestellt. Das reliefgeschnitzte Antependium mit Jesus als gutem Hirten ist mit Laub- und Bandlwerk geschmückt.
Der linke Seitenaltar von 1743 wurde wegen der aufgedeckten Fresken abgetragen. Heute ist nur mehr das geschnitzte Antependium mit der Darstellung einer Pietà erhalten. Den rechten Seitenaltar mit vorschwingender Architektur und gedrehten Laubrankensäulen fertigte 1752 Franz Anton Zeisler. Der Altar trägt eine Statue des hl. Johannes Nepomuk, im Aufsatz eine Figur des hl. Martin. Die 1739 entstandene Kanzel mit Schalldeckel ist am Kanzelkorb mit den vier Evangelisten bemalt. Die um 1680 gefertigte Orgel besitzt Flügel aus der Mitte des 18. Jahrhunderts. Außen ist Maria Verkündigung und innen König David und die heilige Cäcilia zu sehen.
Zur weiteren Ausstattung der Kirche zählen Gemälde einer Dornenkrönung und des heiligen Karl Borromäus aus dem 18. Jahrhundert, die Figuren einer Pietà sowie der Heiligen Florian und Gandolf aus dem 18. Jahrhundert, ein um 1500 gefertigter Taufstein mit Tartschen sowie zwei Leuchterengel vom Anfang des 18. Jahrhunderts.

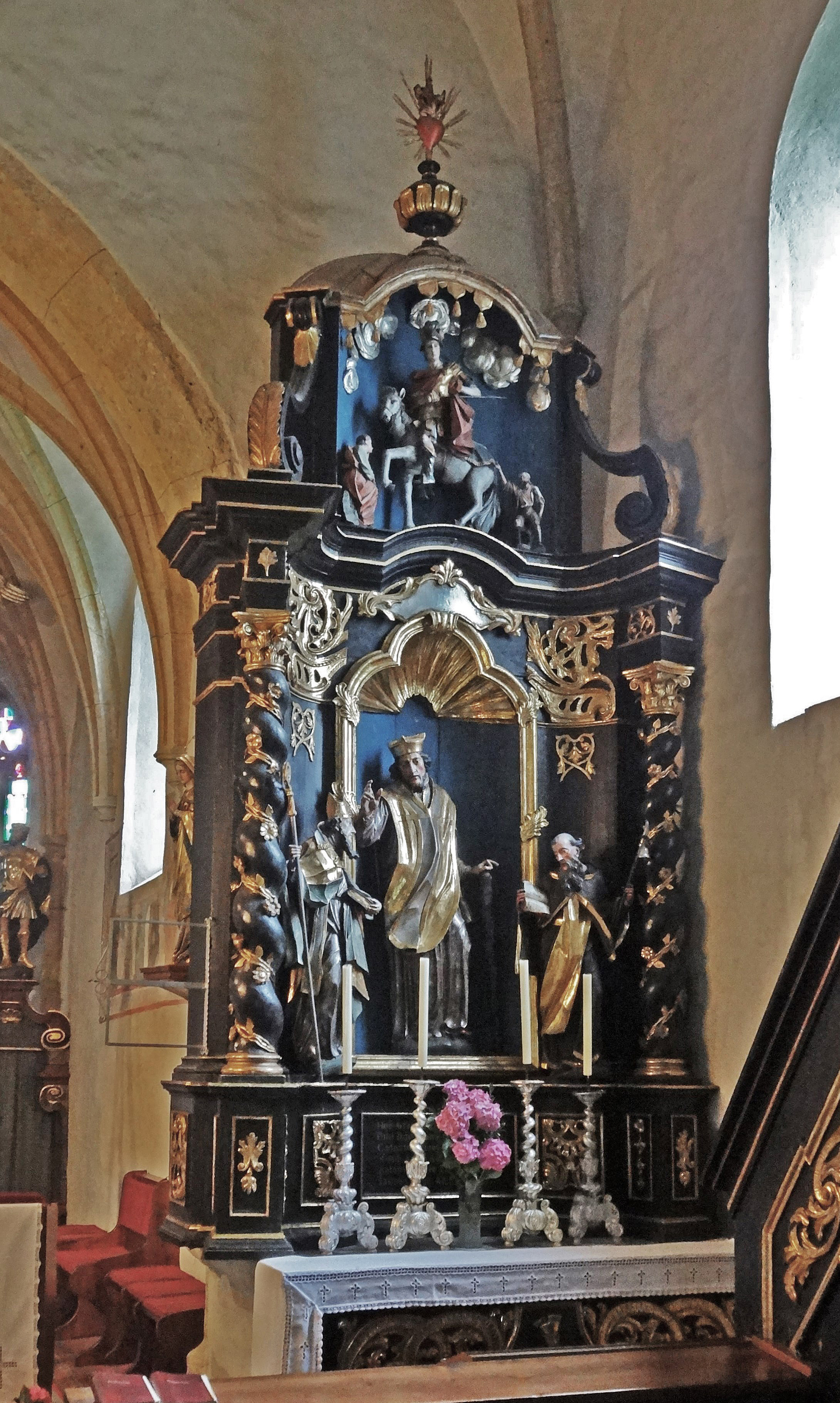
Rechter Seitenaltar
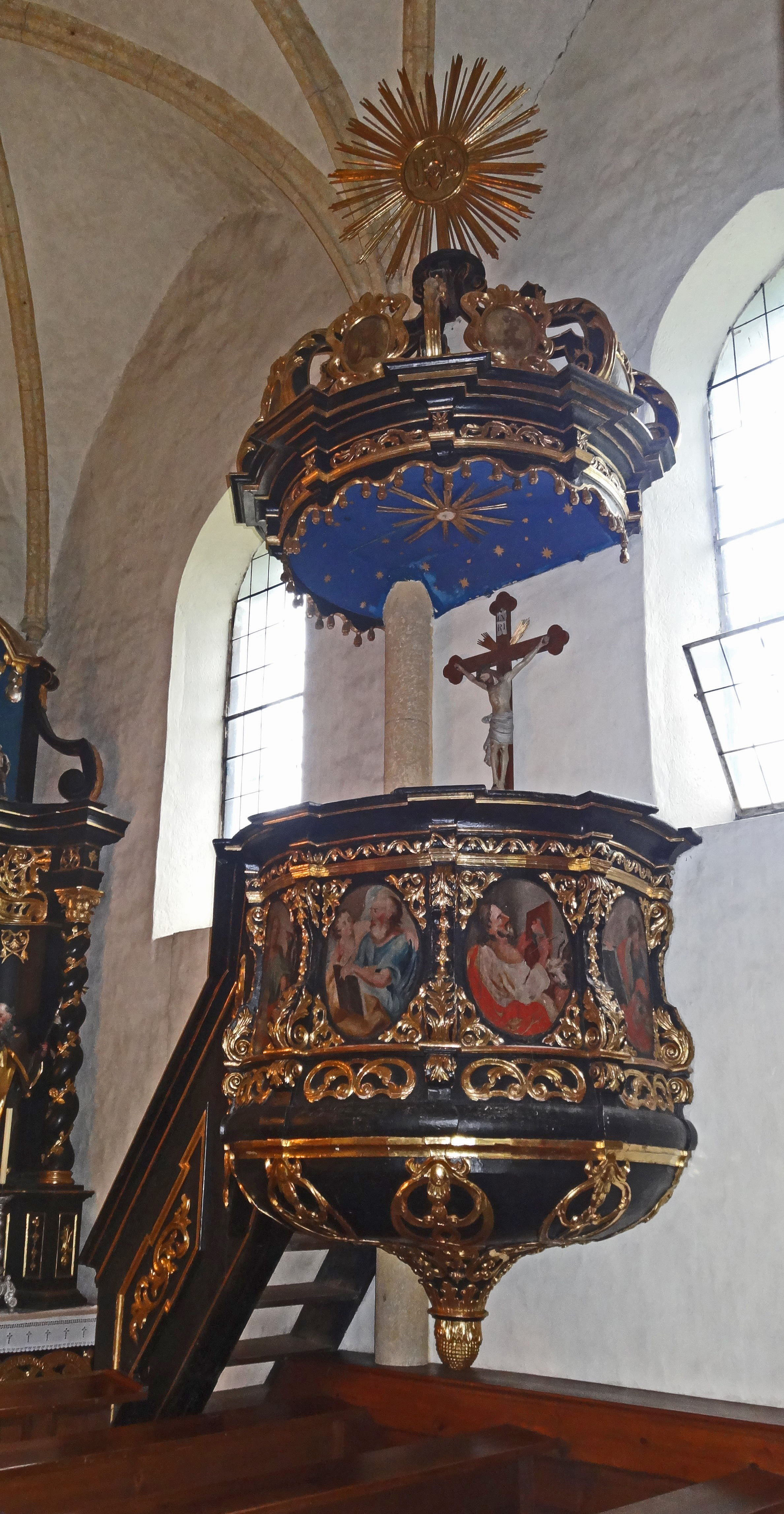
Die Kanzel